# Diadegma parvum
Diadegma parvum là một loài tò vò trong họ Ichneumonidae.